# Ortensio Mauro
Ortensio Bartolomeo Mauro (auch: Hortensio) (getauft 24. August 1634 in Verona/Venetien; † 14. September 1725 in Hannover) war ein italienischer Schriftsteller und Librettist.

## Leben
Mauro besuchte in Padua das Gymnasium Patavini. Er studierte Literatur an der Universität Padua und lebte anschließend ab 1661 am Hof von Paderborn und ab 1663 an dem von Celle. 1664 wurde er am Hof in Celle "segretario italiano". Dieses Amt bekleidete er bis 1674. 1673 erhielt er den Titel eines Hofkavaliers. Im Jahr 1674 kam er als Hofsekretär, Hofdichter und Zeremonienmeister an den Hof von Hannover.
Nachdem er 1678 erneut nach Paderborn gegangen war, kam er 1683 zurück nach Hannover, wo er zum Musenhof von Sophie von Hannover, der Kurfürstin von Braunschweig-Lüneburg, gehörte. In ihrem Auftrag schrieb er die Libretti zu den acht von seinem Landsmann Agostino Steffani komponierten Opern. Als das wichtigste Werk gilt das Libretto zu Enrico Leone, der Festoper für das am 30. Januar 1689 im Leineschloss eröffnete Schlossopernhaus, das „mit 1300 Plätzen eines der größten, zugleich schönsten Theater der Zeit“ (Vorgängerbau des später von Georg Ludwig Friedrich Laves erbauten Opernhauses).
Als Hofsekretär der Kurfürstin stand Mauro auch in Kontakt mit Gottfried Wilhelm Leibniz.
Am 10. Juli 1680 wurde Mauro auf "päpstliche Provision" mit einem Kanonikat am Kollegiatstift Alter Dom in Münster  investiert. Vom 10. März 1692 bis zum 2. April 1695 war er Vikar der SS. Laurentii et Vincentii am Hohen Dom in Münster. Ihm wurde auch die Propstei in Wildeshausen verliehen.
Ortensio Mauro starb 1725 in Hannover.